# Universiteitsbibliotheek Gent
De Universiteitsbibliotheek Gent is de bibliotheek van de Universiteit Gent. Zij is ondergebracht in de Boekentoren, een markant gebouw naar een ontwerp van de Belgische architect Henry Van de Velde. Met een collectie van 3 miljoen werken behoort zij tot de grootste bibliotheken in België. 

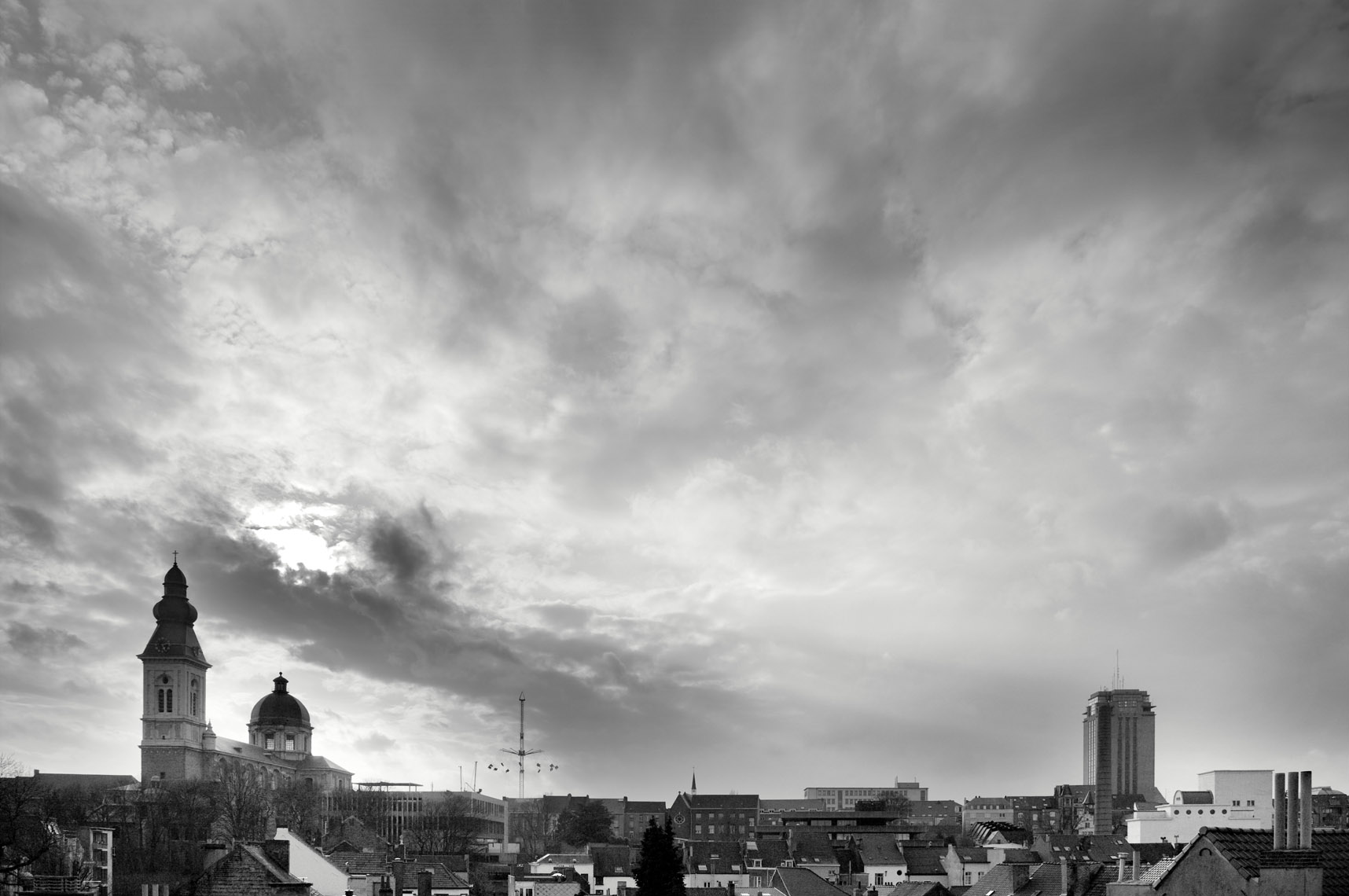
De Boekentoren (rechts)

## Geschiedenis
Na de verovering van de Zuidelijke Nederlanden door Frankrijk in 1794 werden alle religieuze instellingen afgeschaft. Hun bibliotheekcollecties werden ondergebracht in nieuwe departementale bibliotheken. In Gent, de hoofdplaats van het departement van de Schelde, werd een dergelijke bibliotheek in 1797 ingericht. Zij was vanaf 1801 toegankelijk voor het publiek. In 1804 werd de verzameling omgevormd tot stadsbibliotheek. Nadat in 1817 een universiteit was gesticht in Gent, bood de stad haar bibliotheek aan als universiteitsbibliotheek. Tot 1942 had de instelling het dubbele statuut van stads- en universiteitsbibliotheek.
De eerste universiteitsbibliothecaris was Pierre Lammens. Hij bleef in functie tot 1836 en werd opgevolgd door Auguste Voisin. Voisin overleed echter al in 1843, zodat Jules de Saint-Genois de nieuwe bibliothecaris werd. Onder zijn leiding groeide de bibliotheek, zowel wat de omvang van de collectie als het gebruik ervan betrof. In 1849-1852 publiceerde hij een Catalogue méthodique et raisonné des manuscrits de la bibliothèque de la ville et de l'université de Gand.
De opvolger van de Saint-Genois was Ferdinand Van der Haeghen, die van 1869 tot 1911 de universiteitsbibliotheek onder zijn beheer had. Tijdens die lange periode oefende hij een grote activiteit uit. Van der Haeghen was een onvermoeibare verzamelaar en bibliograaf: al vóór zijn aanstelling had hij een Bibliographie gantoise (1858-1869) gepubliceerd. Zijn eigen collectie van Gentse uitgaven schonk hij in 1872 aan de universiteit. In de universiteitsbibliotheek werd dit de kern van de 'Section Gantoise', die door Van der Haeghen steeds verder werd uitgebouwd. Hij startte ook met de verzameling 'Vliegende Bladen', waarin onder meer efemeer drukwerk een plaats kon krijgen.
In 1911 nam Willem De Vreese de leiding van de universiteitsbibliotheek over. Zijn voornaamste doel was het volledig ontsluiten van de collectie door middel van een publiek toegankelijke catalogus. Dat werk werd in 1917 voltooid. Een jaar later moest De Vreese naar Nederland vluchten om te ontsnappen aan vervolging voor zijn activistische activiteiten tijdens de Eerste Wereldoorlog. Bibliothecaris Paul Bergmans werd zijn vervanger. Tijdens de jaren 1920 boog Bergmans zich over de plannen voor een nieuw bibliotheekgebouw, maar het was maar zijn opvolger René Apers die een bouwproject zag starten.
Van 1797 tot 1942 was de bibliotheek ondergebracht in de voormalige abdij van Baudeloo aan de Ottogracht. Dat gebouw was weinig geschikt; er heerste bijvoorbeeld een voortdurend vochtprobleem. Dat een andere huisvesting nodig was, was dus overduidelijk. In 1933 werd Henry Van de Velde belast met de opdracht een nieuwe bibliotheek te ontwerpen, op de Blandijnberg. Het modernistische ontwerp van Van de Velde stelde hoofdbibliothecaris Apers niet zonder meer tevreden: Apers was zich bewust van de problemen die een toren als boekenmagazijn zou stellen.
De bouwwerken aan de nieuwe bibliotheek waren in 1939 zo ver gevorderd dat de verhuizing van de collecties kon beginnen. Aan het begin van de Tweede Wereldoorlog was die nog niet voltooid. De Boekentoren werd zowel door het Belgische als het Duitse leger gebruikt als uitkijkpost. Er werd ook afweergeschut geïnstalleerd. Ondertussen moest de afwerking van het gebouw worden stopgezet. De afwerking sleepte uiteindelijk aan tot 1960, maar een deel van de plannen van Van de Velde werd nooit gerealiseerd. Tussen 2012 en 2021 onderging de Boekentoren een ingrijpende restauratie.
Vanaf 1960 was Kamiel Van Acker hoofdbibliothecaris, vanaf 1981 August Van den Brande en vanaf 1990 Guido Van Hooydonk. In 2000 werd Sylvia Van Peteghem benoemd. Zij bleef in functie tot aan haar pensioen op 1 april 2020. Ze werd opgevolgd door Dries Moreels.

## Belangrijk erfgoed in de collectie
De bibliotheek bevat een unieke collectie en die behoren tot het cultureel erfgoed. Vijfentwintig objecten zijn ingeschreven op de Vlaamse topstukkenlijst. Het gaat onder meer om
- Liber Floridus, een 12e-eeuws handschrift waarin Lambert van Sint-Omaars trachtte alle toenmalige kennis te bundelen
- Liber Divinorum Operum, een 12e-eeuws handschrift met het laatste grote visionaire werk van Hildegard van Bingen
- Het Hadewijchhandschrift, een 14de-eeuwse bundeling van teksten van Hadewijch
- Théâtre de tous les peuples et nations de la terre, avec leurs habits et ornemens divers, tant anciens que modernes, een 16e-eeuws kostuumboek van Lucas d'Heere
- De autograaf van De Vlaamse Leeuw, geschreven door Hippoliet van Peene in 1845
- Het dagboek dat Virginie Loveling tijdens de Eerste Wereldoorlog bijhield

## Boeken online
Dankzij het Google Book Search-project plaatst de Universiteit Gent sedert mei 2007 een belangrijk deel van haar boekenbestand op het internet. Gent is de eerste Nederlandstalige universiteit die meewerkt aan het bibliotheekproject van de firma Google.
Het gaat om enige honderdduizenden vooral 19e-eeuwse Nederlands- en Franstalige werken waarop geen auteursrechten meer rusten. De verzameling die op internet wordt geplaatst, varieert van populaire klassiekers tot zeldzame en speciale collecties die voordien alleen in de bibliotheek zelf konden worden geraadpleegd. De ingescande boeken handelen onder meer over:
- het humanisme en de reformatie van Desiderius Erasmus en Maarten Luther
- wetenschappen, met werken van Simon Stevin en Rembert Dodoens
- het dagelijkse leven in Gent in de 19e eeuw